# Józef Szmidt
Pour les articles homonymes, voir Schmidt.
Józef Szmidt, né le 28 mars 1935 à Miechowice (Prusse, Reich allemand) et mort le 29 juillet 2024 à Zagozd (Poméranie-Occidentale, Pologne),, est un athlète polonais spécialiste du triple saut.
Champion olympique en 1960 et 1964, et champion d'Europe en 1958 et 1962, il détient le record du monde de la discipline de 1960 à 1968, devenant le premier athlète à atteindre la ligne des 17 mètres avec 17,03 m.

## Carrière

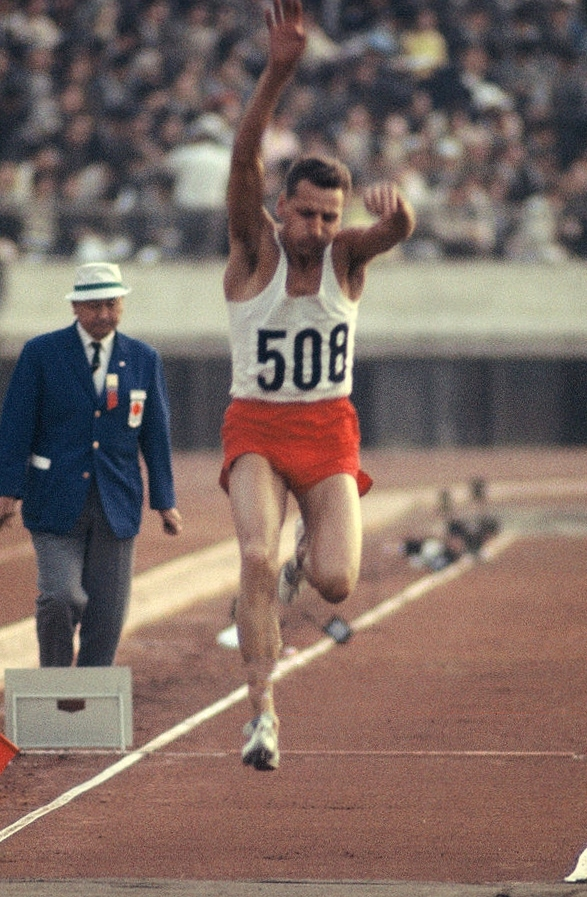
Józef Szmidt aux Jeux olympiques de 1964.

Trois ans après avoir débuté l'athlétisme à un âge relativement tardif, Józef Szmidt décroche la médaille d'or du triple saut des Championnats d'Europe d'athlétisme 1958 de Stockholm, devançant avec un bond à 16,43 m le Soviétique Olyeg Ryakhovskiy et l'Islandais Vilhjálmur Einarsson. Le 5 août 1960, Szmidt établit un nouveau record du monde de la discipline en sautant à 17,03 m lors des Championnats de Pologne disputés à Olsztyn, améliorant de 33 centimètres la marque du précédent recordman, le Soviétique Oleg Fedoseyev. Grâce à cette performance, le Polonais devient le premier athlète au monde à dépasser la limite des 17 m dans un concours du triple saut. Quelques jours plus tard, il s'impose en finale des Jeux olympiques de Rome en réalisant un nouveau record olympique en 16,81 m.
En 1962, Józef Szmidt remporte un nouveau titre continental en s'imposant lors des Championnats d'Europe de Belgrade grâce à un meilleur saut mesuré à 16,55 m. Vladimir Goryayev prend la 2e place, Oleg Fedoseyev complète le podium. Victime de nouveaux ennuis de santé, il doit subir une opération chirurgicale au genou. Pour son retour à la compétition, le Polonais obtient sa qualification pour les Jeux olympiques de 1964, et remporte à Tokyo un nouveau titre olympique avec 16,85 m.

### Jeux olympiques
- 1960 à Rome,  Italie
  -  Médaille d'or du triple saut.
- 1964 à Tokyo,  Japon
  -  Médaille d'or du triple saut.

### Championnats d'Europe
- 1958 à Stockholm :
  -  Médaille d'or du triple saut.
- 1962 à Belgrade :
  -  Médaille d'or du triple saut.

## Honneurs et distinctions
Józef Szmidt est élu Sportif polonais de l'année en 1960 et 1964.